# Tashi Wangyal

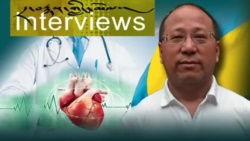
Tashi Wangyal (2014)

Tashi Wangyal (bhutanisch བཀྲ་ཤིས་དབང་རྒྱལ; geb. 2. Juni 1975 in Trabi, Ura, Bumthang, Bhutan) ist ein Politiker in Bhutan.
Er ist seit 2008 Mitglied des Gyelyong Tshogde (Nationalrat).